# ياروسلاف فسيفولودوفيتش
ياروسلاف الثاني (1191 – 1246) هو ابن الأمير فسيفولود الثالث العش الكبير ومريا شفارنوفنا.أمير برياسلاف، أمير نوفغورود (1215، 1221—1223، 1224—1228، 1230—1236) وهو الأمير المعظم في كييف والأمير المعظم في فلاديمير (1238 – 1246).
قام بالحملات العسكرية الناجحة ضد اخوية «حملة السيوف» الكاثوليكية. دعا بابا روما غريغوري التاسع اخوية «حملة السيوف» في عام 1233 إلى الصراع ضد الدين المسيحي الأرثوذكسي الروسي. ووقعت عام 1234 معركة على نهر امايغي في استونيا الحالية تغلب ياروسلاف فيها على مقاتلي الاخوية، مما اجبرها على توقيع اتفاقية السلام والموافقة على ضم القسمين الجنوبي والشرقي لاسقفية ديربت إلى امارة بسكوف الروسية.
تربع ياروسلاف عام 1236 على عرش كييف محققا بذلك تقاسم السلطة بينه وبين شقيقه الأكبر يوري الذي تربع بدوره على عرش فلاديمير.
بعد سقوط شمال شرق روسيا على ايدي المغول ومصرع الأمير يوري عاد ياروسلاف إلى فلاديمير وتولى الحكم فيها.سنة 1239 شارك في حملة عسكرية ضد اللتوانيين الذين احتلو سمولينسك.
في عام 1243 تم استدعاؤه إلى القبيلة الذهبية حيث تسلم السلطة في كييف وفلاديمير من يد باتو خان.ولم يعد إلى كييف وحول مدينة فلاديمير إلى مقره الرسمية.
عام 1245 طلب منه الخان بان يتوجه إلى عاصمة الامبراطورية المغولية مدينة قراقورم، فوصل اليها عام 1246 حيث شهد على تربع الخان غيوك على العرش المغولي. لكنه اصيب بعد قليل بمرض ولقي حتفه 30 سبتمبر/ايلول عام 1246 اثر تسلم شهادة الحكم من الخان في مما دفع اصحابه إلى الاعتقاد انه سمم على ايدي المغول.